# Tasmanicoccus petrensis
Tasmanicoccus petrensis är en insektsart som beskrevs av Williams 1985. Tasmanicoccus petrensis ingår i släktet Tasmanicoccus och familjen ullsköldlöss. Inga underarter finns listade i Catalogue of Life.